# Dermestes laniarius

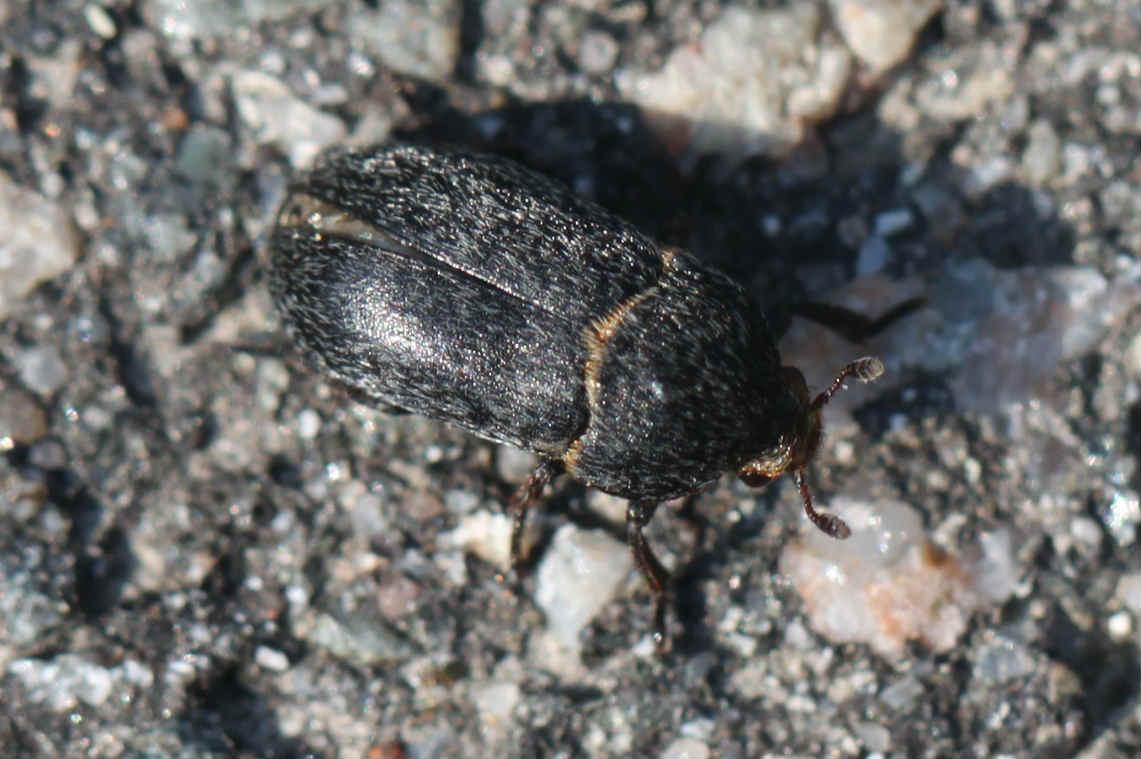
Dermestes laniarius

Dermestes laniarius ist ein Käfer aus der Familie der Speckkäfer (Dermestidae).

## Merkmale
Dermestes laniarius ist ein 6,5–8 mm langer länglich ovaler Käfer. Er ist mit grauweißen und schwarzen Haaren bedeckt. Am Ende der Fühler befindet sich jeweils eine keulenförmige Verdickung.

## Vorkommen
Dermestes laniarius kommt in der westlichen Paläarktis vor. Die Art ist in Europa weit verbreitet. Das Verbreitungsgebiet reicht im Osten bis nach Zentralasien.

## Lebensweise
Die Käferart bevorzugt sandige Lebensräume. Die Käfer ernähren sich von Aas und verrottenden Pflanzenteilen. Sie fliegen gewöhnlich von April bis Juni. Bei Gefahr ziehen die Käfer ihre Gliedmaßen auf der Ventralseite zusammen.

## Bilder

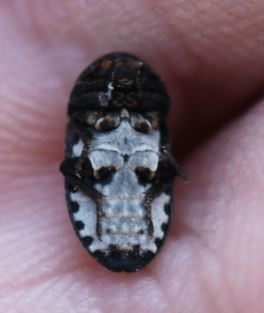
Ventralansicht
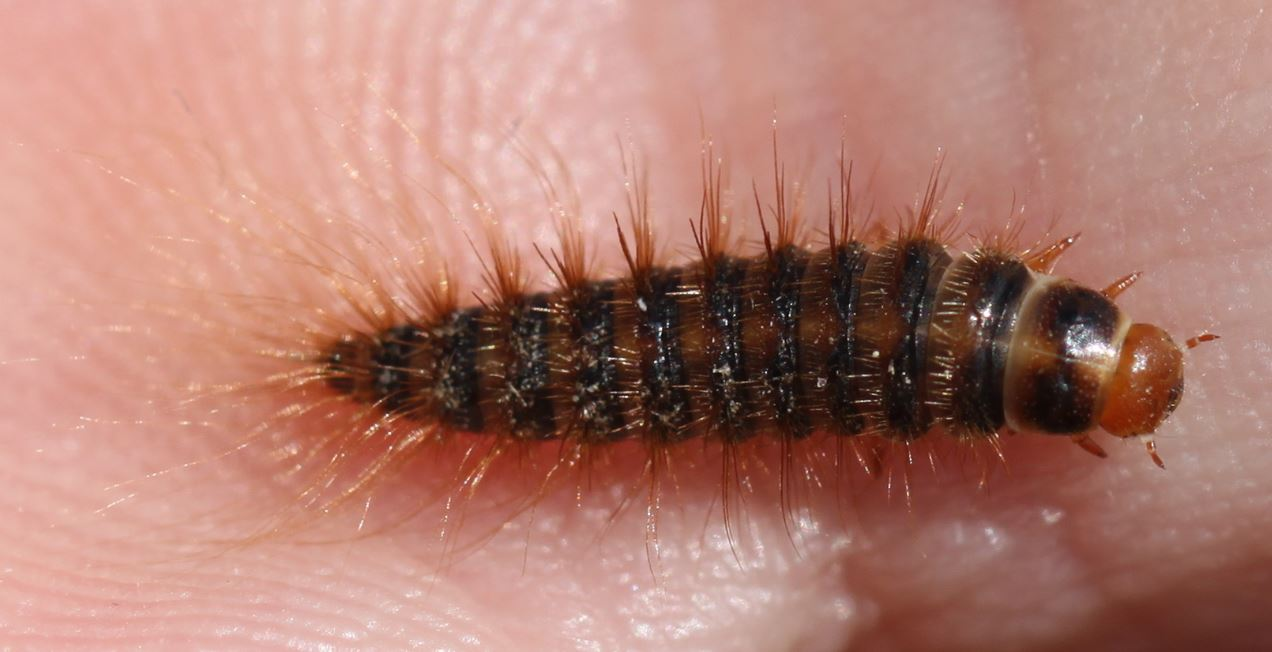
Dermestidae-Larve, möglicherweise von Dermestes laniarius